# Adeje
Adeje est une commune de la province de Santa Cruz de Tenerife dans la communauté autonome des Îles Canaries en Espagne. Elle est située au sud-ouest de l'île de Tenerife.
Adeje est un important centre touristique à la fois sur l'île et à l'échelle nationale et internationale. Cette municipalité a la plus forte concentration d'hôtels 5 étoiles en Europe et a également ce qui est considéré comme le meilleur hôtel de luxe en Espagne selon World Travel Awards. Dans sa zone municipale se trouve le parc aquatique Siam Park, considéré comme le meilleur parc aquatique du monde.

## Géographie
Adeje se situe à flanc de montagne, à seulement quelques kilomètres de la zone côtière touristique Costa Adeje. La commune est traversée par plusieurs petits ravins appelés barrancos en espagnol. Accessible par l’autoroute du Sud.

### Localisation

Localisation de l'île de Tenerife dans les Îles Canaries.
Localisation d'Adeje dans l'île de Tenerife.

|                  | Guía de Isora | La Orotava         |
| Océan Atlantique | Adeje         | Vilaflor de Chasna |
| Océan Atlantique |               | Arona              |

### Localités de la commune
- Adeje (chef-lieu) (16 110)
- Armeñime (1 913)
- La Caldera (97)
- Costa Adeje (20 126)
- Fañabé (4 149)
- Ifonche y Benítez (32)
- Los Menores (1 794)
- Tijoco (2 446)

Entre parenthèses figure le nombre d'habitants de chaque localité en 2014.

## Démographie
Avec la croissance démographique importante dans la région, des zones résidentielles nouvelles se développent. En effet, de nombreuses personnes travaillant dans les hôtels du sud, choisissent d’y résider.

## Économie
La commune d'Adeje gère, avec sa voisine Arona les centres touristiques de Costa Adeje, Playa de las Américas et Los Cristianos.

## Patrimoine
Le cœur historique d’Adeje est de style typique canarien avec des pierres volcaniques, et riche en couleurs. La municipalité fait tout pour le mettre en valeur. Au cœur d’Adeje, l’église Santa Ursula (XVIe siècle), est une des plus anciennes de l’île.

## Personnalités liées à la commune
- Agoney (1995-), chanteur.